# Проста історія (фільм, 1960)
«Проста історія» — радянський художній фільм 1960 року, знятий на Кіностудії ім. М. Горького.

## Сюжет
Жінка, втративши на війні чоловіка, присвятила своє життя колгоспу. За прямоту і безкомпромісність характеру багато людей неполюбили Олександру Потапову, проте вибрали головою колгоспу. Несподівана любов до секретаря райкому Данилова зробила її життя щасливим і важким. Роль Олександри Потапової — образ цілісний, яскравий, що запам'ятовується — була написана спеціально для Нонни Мордюкової з урахуванням її творчої і людської долі.

## У ролях
- Нонна Мордюкова —  Саша (Олександра Василівна) Потапова
- Михайло Ульянов —  Андрій Єгорович Данилов, секретар райкому
- Василь Шукшин —  Ванька Ликов
- Данило Ільченко —  Єгор Ликов, колишній голова, батько Ваньки
- Валентина Владимирова —  Авдотья, подруга Саші
- Ірина Мурзаєва —  мати Сашка
- Олексій Миронов —  Гуськов
- Ніна Бєлобородова —  Віра, сестра Ваньки
- Борис Юрченко —  Віктор, чоловік Віри
- Тетяна Бабаніна —  Настасья Мінєєва, подруга Саші
- Олег Анофрієв —  агроном
- Валентин Брилєєв —  голова зборів
- Марія Виноградова —  продавчиня автокрамниці
- Іван Жеваго —  Бичков
- Володимир Смирнов —  Міша, водій Данилова
- Ніна Сазонова —  Люба, подруга Саші
- Клавдія Козлёнкова —  Тося
- Анна Коломійцева —  мати Ваньки (немає в титрах)

## Знімальна група
- Режисер-постановник:  Юрій Єгоров
- Автор сценарію:  Будимир Метальников
- Оператор-постановник:  Ігор Шатров
- Художники-постановники:  Марк Горелик, Сергій Серебреніков
- Композитор:  Марк Фрадкін
- Звукорежисер: Валентин Хлобинін
- Художниця по костюмах:  Ельза Рапопорт
- Монтажерка: Галина Шатрова
- Текст пісень:  Микола Доризо
- Вокалістка:  Валентина Левко («Пісня про кохання»)